# Thiraucourt
Thiraucourt település Franciaországban, Vosges megyében. Lakosainak száma 100 fő (2022. január 1.). Thiraucourt Baudricourt, Domvallier, Mirecourt és Remicourt községekkel határos.

## Népesség
A település népessége az elmúlt években az alábbi módon változott:
| Lakosok száma | 100  | 99   | 102  | 99   | 99   | 99   | 99   | 100  | 100  |
|               | 2013 | 2015 | 2016 | 2017 | 2018 | 2019 | 2020 | 2021 | 2022 |